# Seifenbaumgewächse
Die Seifenbaumgewächse (Sapindaceae) bilden eine Pflanzenfamilie, die zur Ordnung der Seifenbaumartigen (Sapindales) gehört. Die meisten der etwa 142 Gattungen mit etwa 1900 Arten kommen in tropischen Gebieten vor, nur wenige Gattungen sind ausschließlich in den gemäßigten Zonen verbreitet.

## Beschreibung
Da die Familie im heutigen Umfang aus mehreren Familien nach molekularphylogenetischen Gründen zusammengefügt wurde, sind bisher nur sehr wenige gemeinsame Merkmale bekannt.
Es sind meist verholzende Pflanzen: Bäume, Sträucher oder Lianen; selten sind es auch krautige Pflanzen. Sie sind immergrün oder laubabwerfend. Die Laubblätter sind wechselständig und spiralig oder gegenständig an den Zweigen angeordnet. Die meist funktional eingeschlechtigen Blüten sind vier- oder fünfzählig. Meist drei (zwei bis sechs) Fruchtblätter sind zu einem Fruchtknoten verwachsen. Es werden sehr unterschiedliche Früchte gebildet. Die Samen besitzen oft einen Arillus, der giftig sein kann, solange sie unreif sind.

## Verbreitung
Die Seifenbaumgewächse sind vor allem in den Tropen sehr reich entwickelt. Sie besiedeln das gesamte tropische Südamerika, Afrika und Asien, zudem auch Australien, Neuseeland und Ozeanien. In den gemäßigten Zonen der Nordhalbkugel (Nordamerika, Europa und Ostasien) kommen nur wenige Gattungen wie beispielsweise die Ahorne (Acer) vor.

## Systematik
Die Familie wurde 1789 unter dem Namen „Sapindi“ durch Antoine Laurent de Jussieu in Genera Plantarum, S. 246 aufgestellt. Synonyme für Sapindaceae Juss. sind: Aceraceae Juss., Aesculaceae Burnett, Allophylaceae Martinov, Dodonaeaceae Kunth ex Small, Hippocastanaceae A.Rich., Koelreuteriaceae J.Agardh, Paulliniaceae Durande nom. inval., Paviaceae Horan.  Der botanische Name setzt sich aus den lateinischen Wörtern sapo für Seife und India für Indien zusammen.
Die Familie Sapindaceae ist in vier Unterfamilien gegliedert; sie umfasst etwa 142 Gattungen mit 1600 bis 1900 Arten.
Untersuchungen zwischen etwa 2000 und 2009 haben ergeben, dass auch die Gattungen der bisherigen Ahorngewächse (Aceraceae) und die Rosskastaniengewächse (Hippocastanaceae), eingeordnet in die Unterfamilie der Rosskastaniengewächse (Hippocastanoideae), in die Familie der Seifenbaumgewächse eingruppiert werden müssen. Gemeinsam ist allen Sapindaceae ursprünglich die Ausbildung eines Diskus am Grund der Blüte, der sekundär bei windbestäubten Arten fehlt. Die vier Unterfamilien werden nach dem Bau des Fruchtknotens unterschieden: Die Sapindoideae besitzen nur eine einzige Samenanlage, die Hippocastanoideae haben zwei Samenanlagen, die Dodonaeoideae weisen zwei bis mehrere Samenanlagen und die Xanthoceroideae sechs bis acht Samenanlagen je Fruchtknotenfach (entspricht einem Fruchtblatt) auf. Dies entspricht der Auffassung der Familie Sapindaceae nach AGP II und AGP III (Angiosperm Phylogeny Group).
Hier die Unterfamilien mit ihren Gattungen:
- Unterfamilie Hippocastanoideae Burnett: Sie enthält vier Gattungen mit etwa 130 Arten.

- Unterfamilie Sapindoideae Burnett: Sie enthält etwa 135 Gattungen mit 1185 Arten.

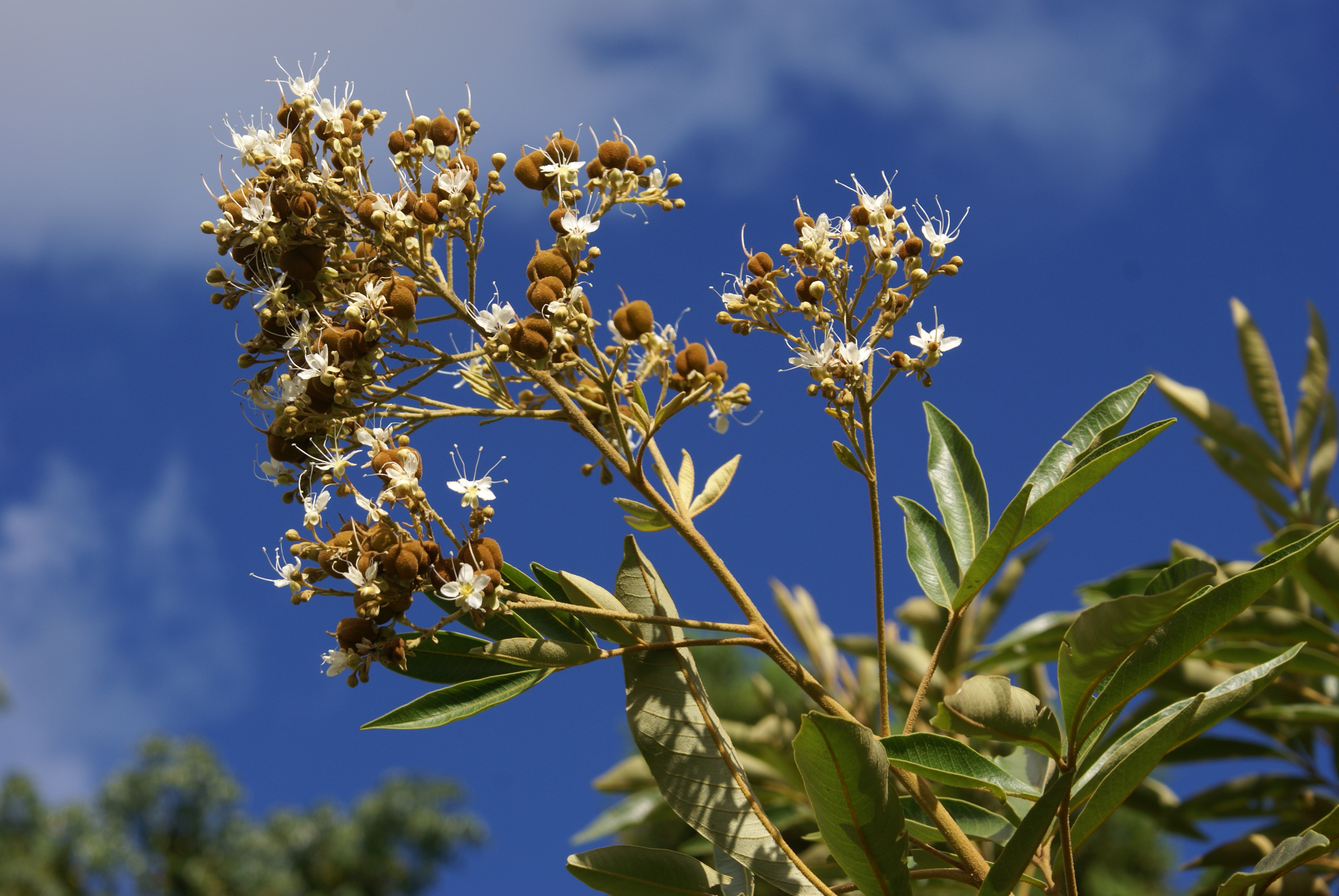
Unterfamilie Dodonaeoideae: Blütenstand mit Blüten und jungen Früchten von Cossinia pinnata

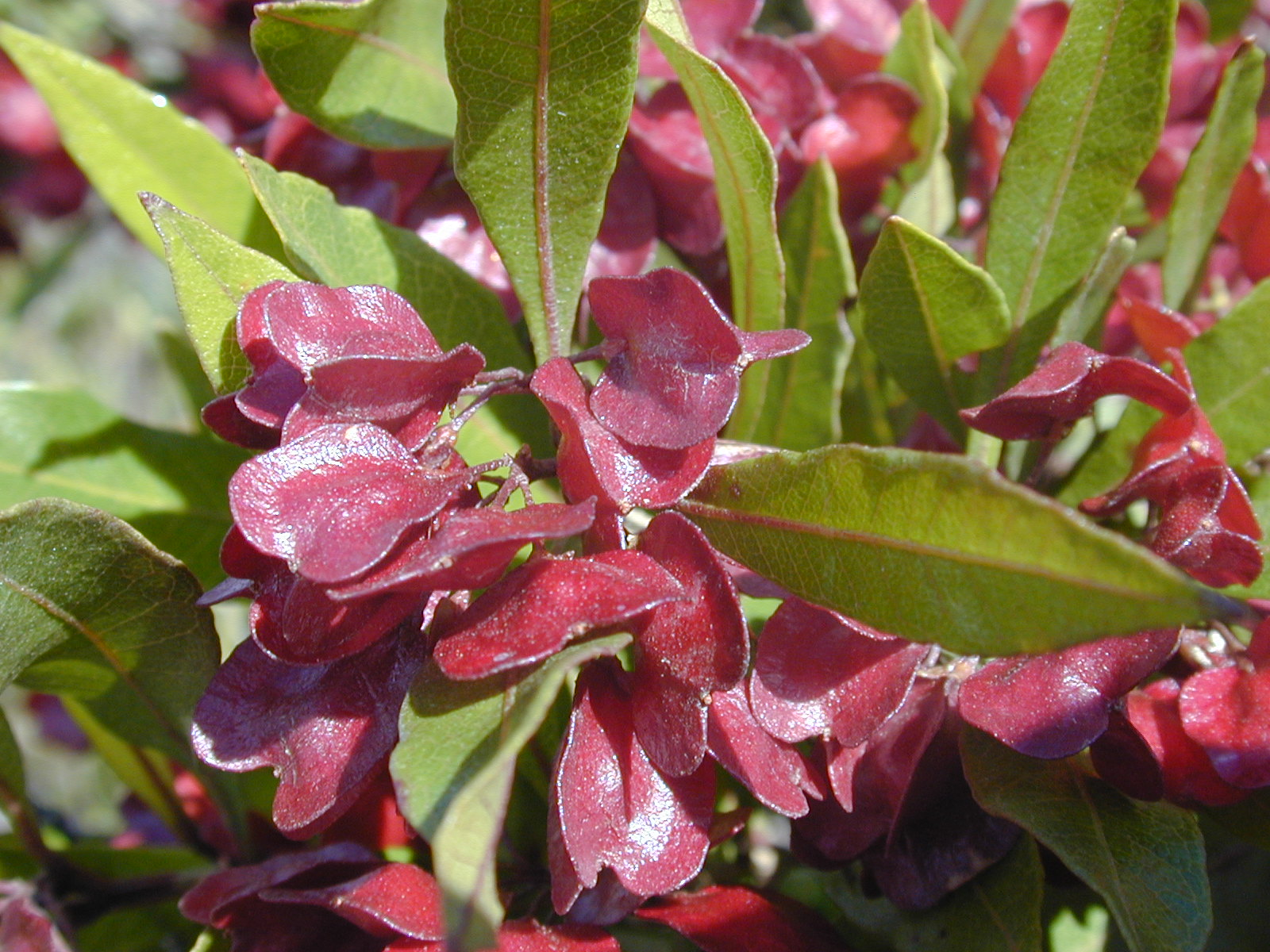
Unterfamilie Dodonaeoideae: Dodonaea viscosa

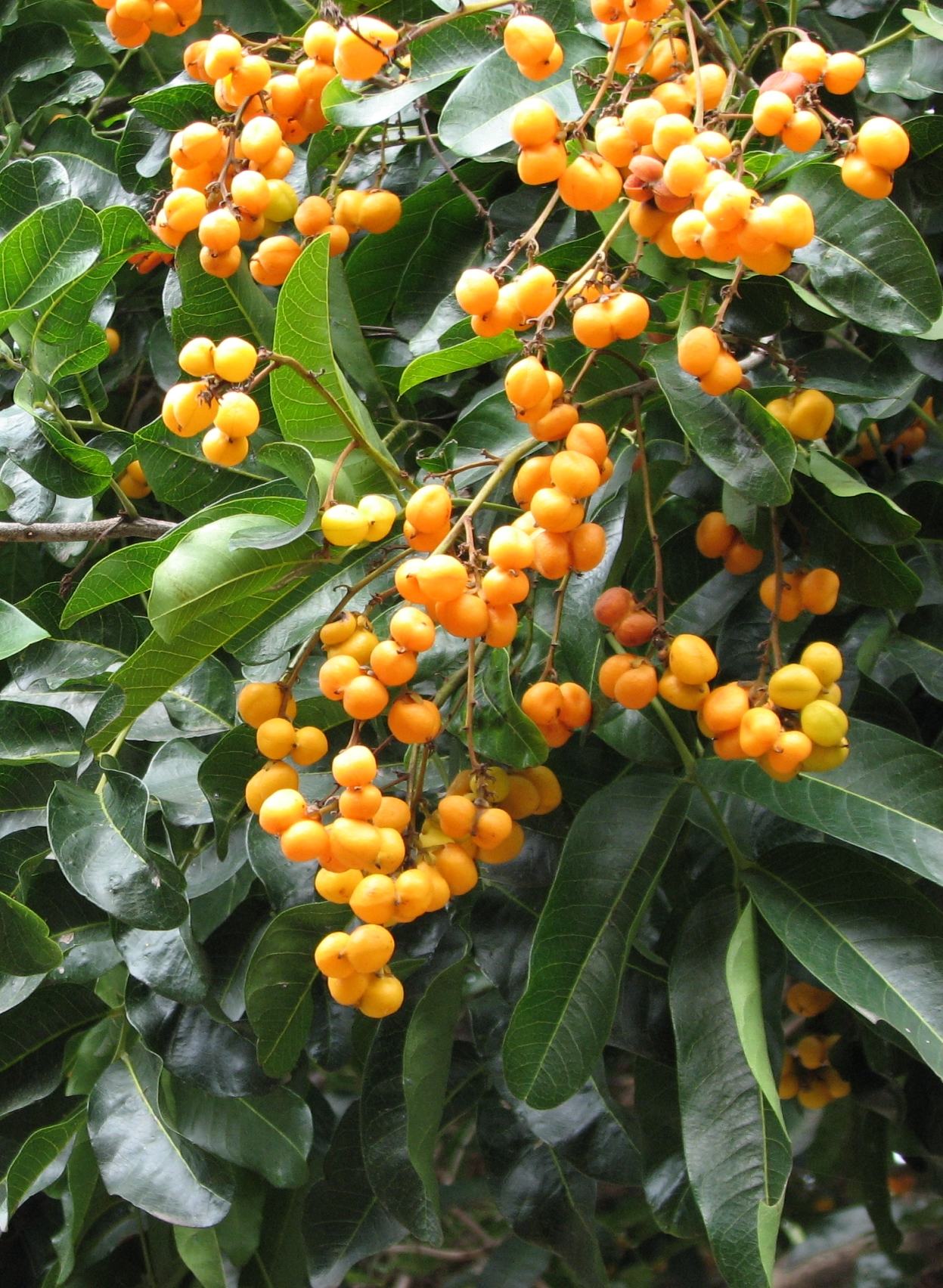
Unterfamilie Dodonaeoideae: Laubblätter und Früchte von Harpullia hillii

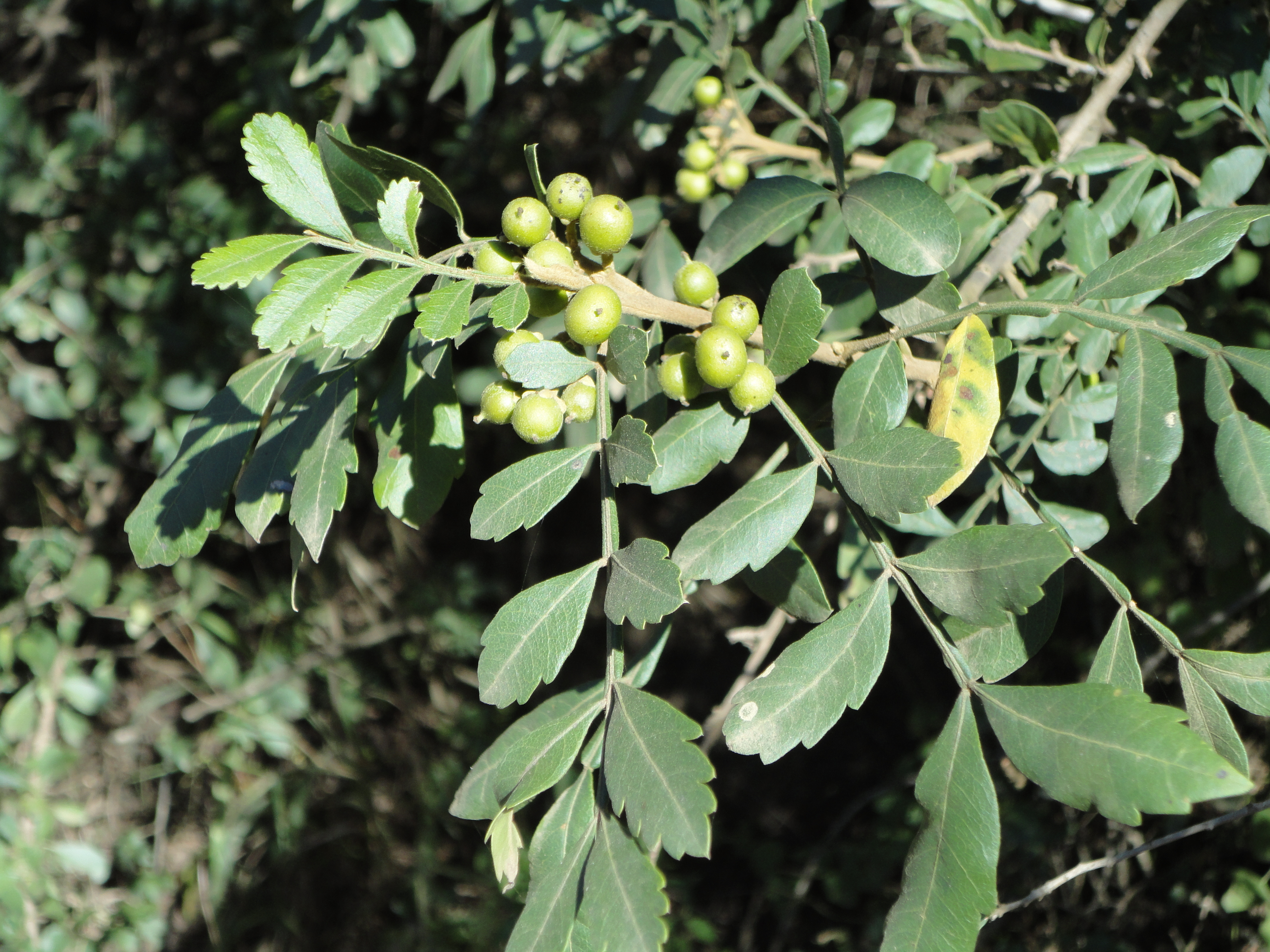
Unterfamilie Dodonaeoideae: Zweig mit Laubblättern und Früchten von Hippobromus pauciflorus

- Unterfamilie Dodonaeoideae Burnett: Die meisten Arten gibt es in Australien und Südostasien. Sie hat lange nur zwei Gattungen mit etwa 70 Arten enthalten. Sie enthält heute etwa 20 Gattungen:[3]
  - Arfeuillea Pierre ex Radlk.: Mit nur einer Art:
    - Arfeuillea arborescens Pierre ex Radlk.; sie kommt in Südostasien vor.

  - Averrhoidium Baill.: Von den etwa vier Arten kommt eine in Mexiko vor und die anderen gedeihen im Tiefland Südamerikas.
  - Cossinia Comm. ex Lam.: Mit etwa fünf Arten; sie kommen auf den Maskarenen, den Fidschi-Inseln, auf Neukaledonien und in Ostaustralien vor.
  - Conchopetalum Radlk.: Die nur zwei Arten kommen nur in Madagaskar vor.
  - Diplopeltis Endl.: Sie enthält etwa fünf Arten, die in Nordwestaustralien vorkommen.
  - Distichostemon F.Muell.: Sie enthält etwa sechs Arten, die in Australien vorkommen.
  - Dodonaea Mill.: Die etwa 65 bis 70 Arten sind im tropischen und gemäßigten Afrika, auf Pazifischen Inseln und hauptsächlich in Australien (61 Arten) verbreitet.
  - Doratoxylon Thouars ex Benth. & Hook. f.: Von den etwa sechs Arten kommen fünf in Madagaskar und eine auf Mauritius vor.
  - Euchorium Ekman & Radlk.: Sie enthält nur eine Art:
    - Euchorium cubense Ekman & Radlk.: Sie kommt nur auf Kuba vor.

  - Euphorianthus Radlk.: Es ist eine monotypische Gattung mit der einzigen Art:
    - Euphorianthus euneurus (Miq.) P.W.Leenhouts: Sie hat Vorkommen im östlichen Malesien von den Philippinen bis nach Vanuatu, den Neuen Hebriden.

  - Eurycorymbus Hand.-Mazz.: Sie enthält nur eine Art:
    - Eurycorymbus cavaleriei (H.Lév.) Rehder & Handel-Mazzetti: Sie kommt in Lorbeerwäldern in Höhenlagen zwischen 300 und 1400 Meter in China vor.[4]

  - Exothea Macfad.: Die drei Arten kommen in Mexiko, Guatemala, Kolumbien, Ecuador und auf Westindischen Inseln vor.
  - Filicium Thwaites ex Benth. & Hook. f.: Sie enthält etwa drei Arten.
  - Ganophyllum Blume: Mit nur zwei Arten, eine im westlichen und zentralen Afrika, die andere von den Andamanen und Nikobaren bis ins nordöstliche Australien und den Salomonen, über ganz Malesien.
  - Harpullia Roxb.: Die etwa 26 Arten kommen in Indien, Sri Lanka, im südöstlichen China, Malesien, Australien, Neukaledonien und Tonga vor.
  - Hippobromus Eckl. & Zeyh.: Sie enthält nur eine Art:
    - Hippobromus pauciflorus Radlk.: Sie kommt entlang der Ostküste Südafrikas vom Ostkap, über KwaZulu-Natal bis Eswatini und dann im Inland durch Transvaal, Limpopo, Mpumalanga bis Soutpansberg. Sie gilt als in der roten Liste der gefährdeten Pflanzenarten Südafrikas als „least concern“ = „nicht gefährdet“.[5]

  - Llagunoa Ruiz & Pav.: Die drei bis vier Arten kommen im Hochland der Anden Südamerikas vor.
  - Loxodiscus Hook. f.: Sie enthält nur eine Art:
    - Loxodiscus coriaceus Hook. f.: Sie kommt nur in Neukaledonien vor.

  - Magonia A.St.-Hil.: Sie enthält nur eine Art:
    - Magonia pubescens A.St.-Hil.: Sie kommt in Brasilien, Bolivien und Paraguay vor.

  - Majidea J.Kirk ex Oliv.: Die etwa 24 Arten kommen in Afrika und Madagaskar vor.

- Unterfamilie Xanthoceroideae Thorne & Reveal (Vielleicht in eine neue Familie Xanthoceraceae Buerki, Callm. & Lowry): Sie enthält nur eine Gattung:
  - Xanthoceras Bunge: Es ist eine monotypische Gattung mit der einzigen Art:
    - Gelbhorn (Xanthoceras sorbifolium Bunge): Die Heimat ist das nördliche und nordöstliche China und Korea.

## Nutzung
Viele Ahorn-Arten und -Sorten werden in den gemäßigten Breiten als Zierpflanzen in Parks und Gärten genutzt. Auch Blasenesche, Rosskastanien-Arten und -Sorten (Aesculus) sind Ziergehölze für gemäßigte Breiten.
Das Holz vieler Acer-Arten wird vielseitig genutzt, siehe Ahornholz. Einige Aesculus-Arten werden zur Holzgewinnung genutzt. Viele tropische Arten dienen der Holzgewinnung. Von zwei Pometia-Arten ist das Holz als „kasai“, „matoa“, „megan“, „taun“ im Handel. Harpullia pendula liefert auch gutes Holz.
Verschiedene Arten werden medizinisch, als Gemüse oder als Fischgift genutzt. In einigen Gattungen gibt es Zierpflanzen Cardiospermum, Dictyoneura, Filicium, Koelreuteria, Lepisanthes für tropische Gebiete. Dodonaea angustifolia wird für Hecken genutzt und dient wie Filicium-Arten als Schattenbaum. Viele Arten aus der Familie der Sapindaceae liefern essbare Samen oder Früchte: Longan (Dimocarpus longan), Litschi (Litchi chinensis) oder Rambutan (Nephelium lappaceum).
Zur Gewinnung von Nahrungsmitteln wird auch Akee (Blighia sapida) genutzt. Einige Diploglottis-Arten liefern Marmeladen und Säfte. Die Blätter und junge Triebe von Cardiospermum halicacabum und Koelreuteria paniculata werden gegart wie Spinat gegessen. Die Blüten und Blätter von Gelbhorn (Xanthoceras sorbifolium) werden gegart gegessen. Ahornsirup ist bekannt.
Die Fruchtschalen des Westlichen Seifenbaumes (Sapindus saponaria) und die Rinde von Jagera pseudorhus werden zur Herstellung von Seife verwendet. Zum Waschen verwendet werden auch die Früchte des Waschnussbaumes (Sapindus mukorossi) oder Produkte daraus.